# 卡瓦列罗沃
卡瓦列罗沃（羅馬化：Kavalerovo）是俄罗斯滨海边疆区的市级镇、卡瓦列罗沃区行政中心及规模最大聚居地，地处滨海边疆区中东部，位于日本海流域泽尔卡尔纳亚河畔，在边疆区首府符拉迪沃斯托克（海参崴）东北方，附近的较大聚居地有达利涅戈尔斯克市。镇西侧设有同名机场。
该地2022年人口有13,775人；2010年人口15,381；2002年人口17,358；1989年人口19,336。